# Blue River (Colorado River)
Der Blue River (englisch für „Blauer Fluss“) ist ein etwa 121 km langer linker Nebenfluss des Colorado River im US-Bundesstaat Colorado.

## Flusslauf
Der Blue River entsteht am Zusammenfluss von Monte Cristo Creek und Bemrose Creek im südlichen Summit County auf der Westseite der Kontinentalen Wasserscheide nahe dem Quandary Peak. Der Blue River fließt dann nördlich vorbei an dem gleichnamigen Ort Blue River sowie an Breckenridge und durch das Dillon Reservoir bei Dillon. 
Bei Flusskilometer 25 befindet sich der Green Mountain Dam, der den Fluss zum Green Mountain Reservoir aufstaut. Der Blue River fließt unterhalb der Talsperre weiter in nordnordwestlicher Richtung und mündet schließlich nahe der Ortschaft Kremmling in den Colorado River.

## Hydrologie
Der Blue River entwässert ein Areal von etwa 1766 km². Der mittlere Abfluss (MQ) 13 Kilometer oberhalb der Mündung gemessen in den Jahren 1989–1994 beträgt 7,3 m³/s. Die höchsten mittleren monatlichen Abflüsse treten in den Monaten August bis Oktober auf, wobei im September dieser Wert 12,4 m³/s beträgt.